# Ohamil
Ohamil (Shxw'ow'hamel), jedna od bandi ili 'prvih nacija' Stalo Indijanaca s južne obale rijeke Fraser u kanadskoj provinciji Britanska Kolumbija.
Danas žive na rezervatima (reserves) Kuthlalth 3, Ohamil 1, Pekw'xe:Yles (Peckquaylis) i Wahleach Island 2. Populacija (2006.) 158